# Gagea rawalpindica
Gagea rawalpindica är en liljeväxtart som beskrevs av Igor Germanovich Levichev och Syed Irtifaq Ali. Gagea rawalpindica ingår i Vårlökssläktet och i familjen liljeväxter.
Artens utbredningsområde är Pakistan. Inga underarter finns listade.